# 梁富華
梁富華，BBS，MH，JP（1951年10月21日—），男，香港政治人物，前香港立法會議員，現為香港工會聯合會副會長。

## 生平
2000年至2004年任香港立法會勞工界界功能界別議員。

## 荣誉
1998年獲頒授榮譽勳章。1999年獲委任為太平紳士。2011年獲頒授銅紫荊星章。